# Conflitto corso
Il conflitto corso tra il governo nazionale francese e alcune unità paramilitari di nazionalisti corsi è iniziato nel 1976 in Corsica ed è tuttora in corso.

## Storia

### Anni '70 e '80
Il 4 maggio 1976 il Fronte di Liberazione Nazionale della Corsica dichiarò guerra al Governo francese, dopodiché si apprestò a lanciare una serie di attentati in tutta l'isola. Durante l'estate l'organizzazione clandestina effettuò diversi attacchi contro la polizia locale mediante l'uso di lanciagranate M79. La dotazione di tali unità paramilitari portò a delle speculazioni riguardo supposti rifornimenti dalla Libia, dall'ETA e dall'IRA. Nei mesi seguenti, l'organizzazione lanciò diversi attacchi contro obbiettivi militari. Fra questi attacchi, c'è stato il dirottamento e in seguito il bombardamento di un Boeing 707 ad Ajaccio. Nel 1977, vi furono diversi attacchi contro locali e postazioni dell'organizzazione, rivendicati in seguito da un gruppo paramilitare anti-separatista chiamato FRANCIA (Front d'Action Nouvelle Contre l'Indépendance et l'Autonomie). Il FLNC rispose agli attacchi effettuando un audace raid sull'avamposto dell'esercito francese a Fort-Lacroix, vicino a Bastia, dove otto militanti armati fecero saltare in aria le strutture wireless dopo aver sottomesso le sentinelle.
La fine degli anni '70 e l'inizio degli anni '80 hanno segnato un cambiamento decisivo nella politica dell'organizzazione, simile a quella impiegata dall'IRA. L'organizzazione affermò, dopo gli attacchi, di voler portare la "situazione corsa" anche al resto della Francia. Negli anni '80 il numero di attacchi rivendicati da cellule del Fronte aumentò. In pochi mesi si verificarono circa 115 attentati dinamitardi in tutta l'isola. Tuttavia, ci furono anche numerose battute d'arresto e operazioni contro l'organizzazione. L'organizzazione annunciò che sarebbe iniziata una "nuova offensiva" per la liberazione della Corsica. In seguito all'annuncio, si verificarono diversi attentati, oltre che sulla Corsica, anche nel resto della Francia. Dopo l'annuncio furono lanciati altri attacchi dinamitardi contro obbiettivi civili e militari, fra questi ci fu l'attacco con mitragliatrice contro l'ambasciata iraniana, il 14 maggio 1980, nell'attacco rimasero ferite 3 persone. Nel resto degli anni '80 l'organizzazione è stata molto più visibile in termini di proteste e attività politiche, firmando brevi accordi di cessate il fuoco col governo. Gli accordi finirono dopo la vittoria di François Mitterrand. Il 19 agosto 1982 il FLNC lanciò la sua più spettacolare notte di violenza con la cosiddetta "violente nuit bleue", durante la quale furono effettuati 99 attacchi contro obiettivi governativi. Il 7 giugno 1984 i separatisti corsi compirono un assalto contro il carcere di Ajaccio, uccidendo Salvatore Contini, ex membro dell'Anonima sequestri e super pentito, e un altro malavitoso francese. Nel 1988 fu firmata una tregua tra il Governo francese e il Fronte; questo accordo, però, provocò una scissione interna all'organizzazione.

### Anni '90 e faida interna
Negli anni '90 iniziò una violenta faida interna all'organizzazione. Gli anni '90 furono caratterizzati da battute d'arresto, critiche e faide interne con diverse sparatorie e attacchi tra l'organizzazione, le sue diverse fazioni interne e l'esercito nazionale francese che provocarono circa 30 morti. Fra gli attacchi, quello che ha suscitato maggior scalpore è stata l'uccisione del prefetto Claude Érignac da parte di Yvan Colonna, membro dell'organizzazione. L'attacco è stato talmente pubblicizzato e criticato da portare il consenso degli isolani verso l'indipendenza ai minimi termini, inducendo il Fronte a rinnegare la propria responsabilità in capo all'omicidio.

### Anni 2000 e 2010 e accordi di pace
Negli anni 2000 continuarono gli attentati e si assistette a una riunificazione delle diverse fazioni dell'organizzazione. Dopo l'annuncio della riunificazione si sono verificati incidenti minori. Negli anni 2010 sono stati firmati accordi di cessate il fuoco tra il governo e il Fronte, anche se si sono verificati comunque alcuni incidenti. In tutta la sua storia il Fronte di Liberazione Nazionale Corso si è reso responsabile di circa 9 000 attacchi e dell'uccisione di circa 70 persone.

### Anni 2020 e uccisione di Yvan Colonna
Il 2 marzo 2022, il terrorista indipendentista Yvan Colonna è stato aggredito nel carcere di Arles da Franck Elong Abé, un terrorista jihadista reduce dalla guerra in Afghanistan ed estradato in Francia, per aver infangato il profeta Maometto. Colonna venne ricoverato e dopo che si sparse la notizia dell'aggressione iniziarono delle proteste contro il Governo francese per la poca attenzione riservata a un prigioniero politico, sotto il motto di Statu francese assassinu. Il 21 Marzo, dopo tre settimane di agonia, Colonna morì. Dopo la notizia i disordini divennero più violenti, riportando più di 100 feriti, maggior parte dei quali nelle forze dell'ordine. Nei disordini, ad Ajaccio ci fu anche un tentativo di assassinio da parte di alcuni clan mafiosi locali contro un nazionalista corso, sopravvissuto alle ferite. Le proteste terminarono il 10 aprile e hanno portato al ritorno dell'FLNC e di altri sottogruppi che hanno ripreso la lotta armata organizzando attacchi con bombe contro ville nell'isola.